# El professor d'esgrima
El professor d'esgrima (francès: Une affaire d'honneur) és una pel·lícula francesa de drama històric de capa i espasa del 2023 dirigida per Vincent Perez. Està ambientada a la dècada del 1880 i segueix l'espadatxina feminista Marie-Rose Astié de Valsayre que sol·licita els serveis del reconegut mestre d'esgrima Clément Lacaze per ajudar-la a preparar la defensa del seu honor. S'ha doblat i subtitulat al català.

## Repartiment
- Roschdy Zem com a Clément Lacaze
- Doria Tillier com a Marie-Rose Astié de Valsayre
- Guillaume Gallienne com a Adolphe Tavernier
- Damien Bonnard com a Ferdinand Massat
- Vincent Perez com el coronel Louis Berchère
- Noham Edje com a Adrien Lacaze
- Eva Danino com a Marguerite